# Varenna
Varenna (Varena in dialetto comasco-lecchese, pronuncia fonetica IPA: /vaˈrena/) è un comune italiano di 672 abitanti della provincia di Lecco in Lombardia. Posta sulle rive del Lario, fronteggia Bellagio a cui è collegata tramite traghetto.

## Storia
Fondato dai Galli, l'abitato di Varenna fu urbanisticamente rielaborato dai Romani, che ne fecero un proprio castrum riorganizzato in unità abitative di circa 15 m di lato, disposte a scacchiera.
Nominata come villaggio di pescatori nel 769, nell'epoca dei Comuni fu alleata a Milano e, per questo, nel 1126 venne distrutta dai comaschi. Accolse gli esuli dall'isola Comacina, che subì una simile sorte nel 1169: venne devastata, il suo castello e le sue chiese distrutte.
Il quartiere dove si rifugiarono venne chiamato Insula nova, nome che poi venne esteso all'intero borgo, che in poco tempo divenne uno dei più ricchi del lago. Agli isolani si deve l'introduzione del rito patriarchino, celebrato nelle chiese di Varenna fino a quando gli abitanti acconsentirono il passaggio al rito romano richiesto dal vescovo di Como. Tra l'altro, durante il periodo medievale, i varennesi si autoproclamarono sede di pieve civile.
Ancora oggi ogni anno si celebra l'esodo dei comacini e l'accoglienza dei varennesi, il sabato e la domenica della settimana in cui cade il 24 giugno, festa di San Giovanni. Il lago viene illuminato a giorno con migliaia di lumaghitt, lumini galleggianti abbandonati sulle acque, come a ricordare le anime derelitte che navigarono da una sponda all'altra, scappando dalle proprie case in fiamme.
Passata come la Valsassina sotto il controllo dei Torriani, venne poi non senza contrasto in possesso dei Visconti dalla fine del Duecento. Nel 1480 il Contado della Riviera con Varenna assieme a Mandello del Lario e Bellano, e l'anno successivo si aggiunsero Dervio, Corenno e Monte Introzzo., viene dato in feudo a Pietro II Dal Verme, conte di Bobbio, Voghera, Castel San Giovanni e tutta la val Tidone, Pieve di Incino e Valsassina, che muore avvelenato dalla moglie nel 1485, e il feudo assieme agli altri della Riviera viene assegnato, non senza contrasti dei cittadini interessati, a Chiara Sforza, figlia di Galeazzo Maria Sforza, vedova Dal Verme. Nonostante le frequenti espropriazioni la Sforza seppe mantenere il controllo della situazione fino alla morte (1530), mentre i suoi eredi Fregoso preferirono cedere Varenna e gli altri feudi agli Sfondrati nel 1533. Dal 1533 quindi al 1788 la città fu parte importante del feudo Sfondrati della Riviera.
Varenna si contese militarmente Lierna con Mandello per oltre 250 anni, nel 1375 Lierna divenne parte integrante di Varenna, successivamente Lierna riuscì a porre fine alle contese ottenendo la propria indipendenza amministrativa nel 1743.

### Simboli
Lo stemma comunale e il gonfalone sono stati concessi con decreto del presidente della Repubblica del 14 agosto 1964.
Il gonfalone è un drappo di azzurro.

## Monumenti e luoghi d'interesse

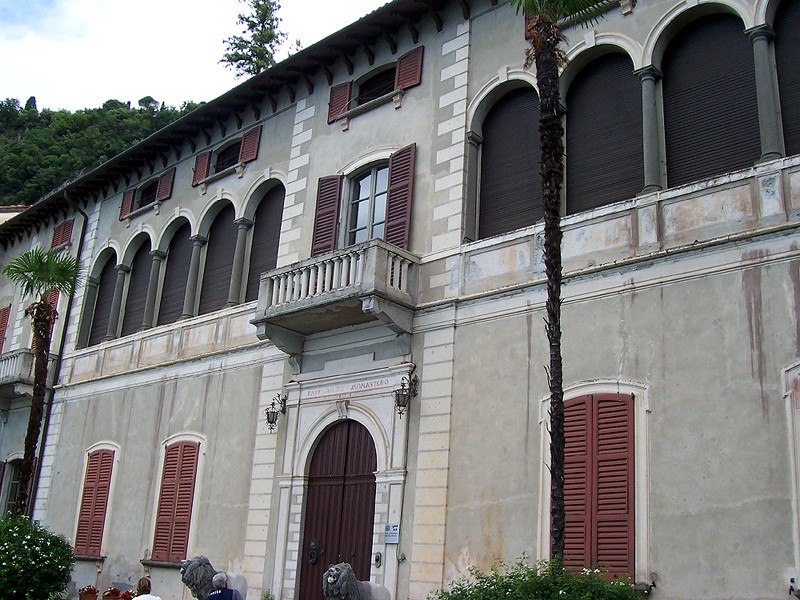
Le finestre di Villa Monastero a Varenna
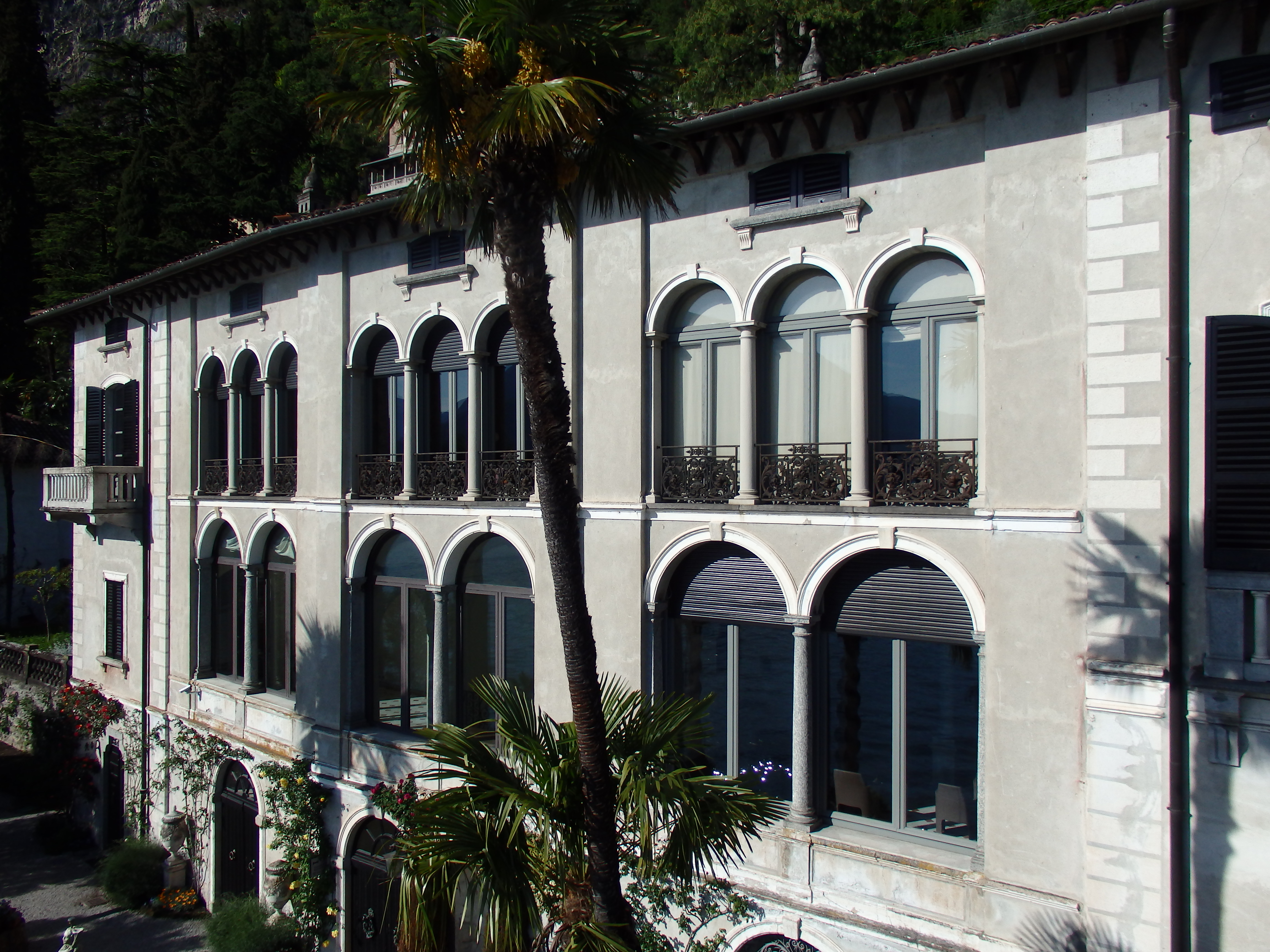

### Architetture civili

#### Villa Cipressi
Villa Cipressi, che deve il proprio nome ad alcune piante monumentali conservate nel parco della stessa, è il risultato di varie rielaborazioni intercorse tra i secoli XV e XIX.
Dell'originario edificio tardorinascimentale sopravvive ancora una sala quattrocentesca, risalente all'epoca in cui il complesso costituiva una residenza della famiglia Serponti. Con l'estinzione di tale famiglia, nel 1802 il complesso fu acquistato da Carlo Innocenzo Isimbardi, direttore della Zecca di Milano, il quale ordinò un ingrandimento della villa.
Nel 1838, la villa ospitò in villeggiatura la regina Vittoria.
Nel 1864 la proprietà passò a Enrico Andreossi, il quale ordinò una ristrutturazione della villa in stile neoclassico.
Dopo alcuni passaggi di mano che interessarono, tra gli altri, alcuni nobili britannici, nel 1980 il complesso fu rilevato dal Comune di Varenna: il parco venne trasformato in un giardino pubblico, mentre la villa venne riconvertita in albergo.

#### Altre ville
- Villa Monastero[13]
- Villa Venini[14]
- Villa Capoana Sfondrati Galimberti, a Fiumelatte, costruita nel XVI secolo ma rimaneggiata nel successivo.[12]

### Architetture militari
- Castello di Vezio[15]

### Architetture religiose
- Chiesa di San Giorgio[16], edificio tardoromanico che presenta alcuni elementi in stile gotico[7]
- Chiesa di San Giovanni Battista,[17] le cui origini risalgono all'Alto Medioevo[7]
- Chiesa di Santa Maria delle Grazie,[18] che conserva un altare ligneo barocco realizzato da Giovan Pietro Capiago e proveniente dallo smantellato oratorio di Santa Maria di Villa Monastero[19][20]
- Ex chiesa di Santa Marta (1604)[21]
- Chiesetta del cimitero[22]

### Aree naturali
- Fiumelatte

### Altro
- Dipinto[23] e targa commemorativa[24] di Andrea Brenta, all'esterno della sua casa natale (detta Ca' dei Brenta)
- Passeggiata lungo lago (passeggiata degli innamorati)[25]

## Società

### Evoluzione demografica
- 564 nel 1751[26]
- 748 nel 1771
- 736 nel 1803
- 1 043 nel 1853
- 1 129 nel 1861
- 996 nel 1881
- 1 283 nel 1901
- 1 023 nel 1921
- 2 083 nel 1931 dopo annessione di Perledo
- 783 nel 2014

Abitanti censiti

### Festa patronale
San Giorgio, 23 aprile.

### Religione
La principale confessione religiosa a Varenna è quella cattolica. Per quanto faccia parte dell'arcidiocesi di Milano, Varenna è di rito romano anziché ambrosiano.

## Cultura
A Varenna ha sede il museo ornitologico Luigi Scanagatta, fondato nel 1962 dall'omonimo ornitologo e botanico.

## Economia

### Trasporti

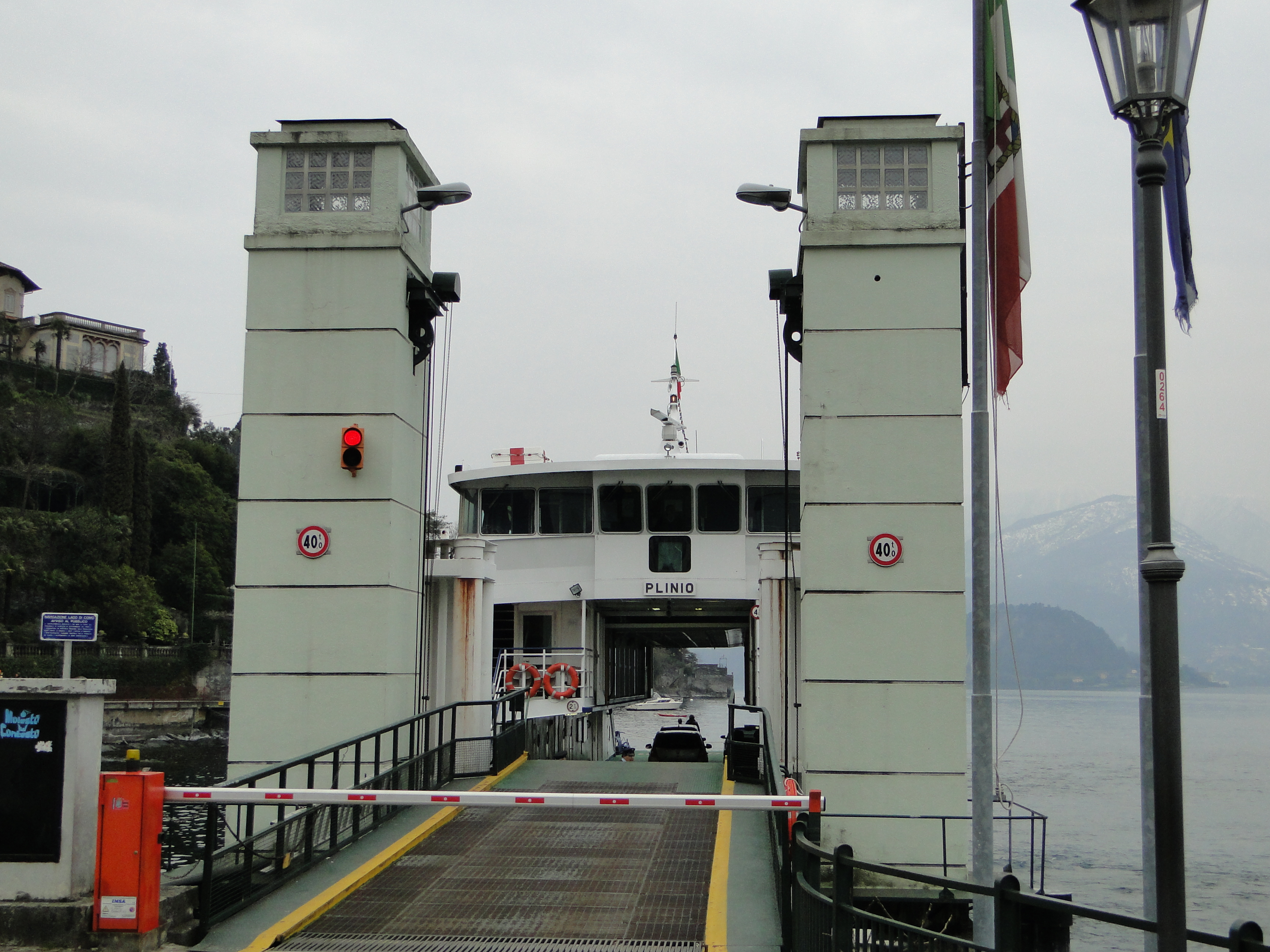
Traghetto in partenza dall'imbarco a Varenna

Varenna è collegata ad altri comuni per via stradale, ferroviaria e lacustre.
Essa è servita dall'apposita stazione di Varenna-Esino-Perledo, che si trova sul tracciato ferroviario della linea Tirano-Lecco (anche se la stazione si trova nel territorio comunale di Perledo).
È poi attraversata dalla strada provinciale che collega Abbadia Lariana a Colico costeggiando la sponda orientale del Lario.
Infine è collegata per via d'acqua, tramite battelli e traghetti per autovetture, con Bellagio, Menaggio e Cadenabbia.

## Amministrazione

### Elenco dei sindaci di Varenna
| Periodo | Periodo   | Primo cittadino | Partito      | Carica             | Note |
| ------- | --------- | --------------- | ------------ | ------------------ | --- |
| 1861    | 1928      |                 |              | Sindaco            | Viene istituito il 18/03/1861                                                                                   |
| 1928    | 1953      |                 |              | Sindaco di Varenna | Il comune di Perledo è soppresso e il territorio è inglobato nel comune di Varenna R.D. n. 1716 del 28/06/1928. |
| 1953    | 1974      |                 |              | Sindaco            | Il comune di Varenna si riduce e perde il neo-ricostituito comune di Perledo con D.P.R. n. 469 del 30/05/1953   |
| 2011    | 2016      | Carlo Molteni   | Lista Civica | Sindaco            | |
| 2016    | in carica | Mauro Manzoni   | Lista Civica | Sindaco            | |

## Galleria d'immagini

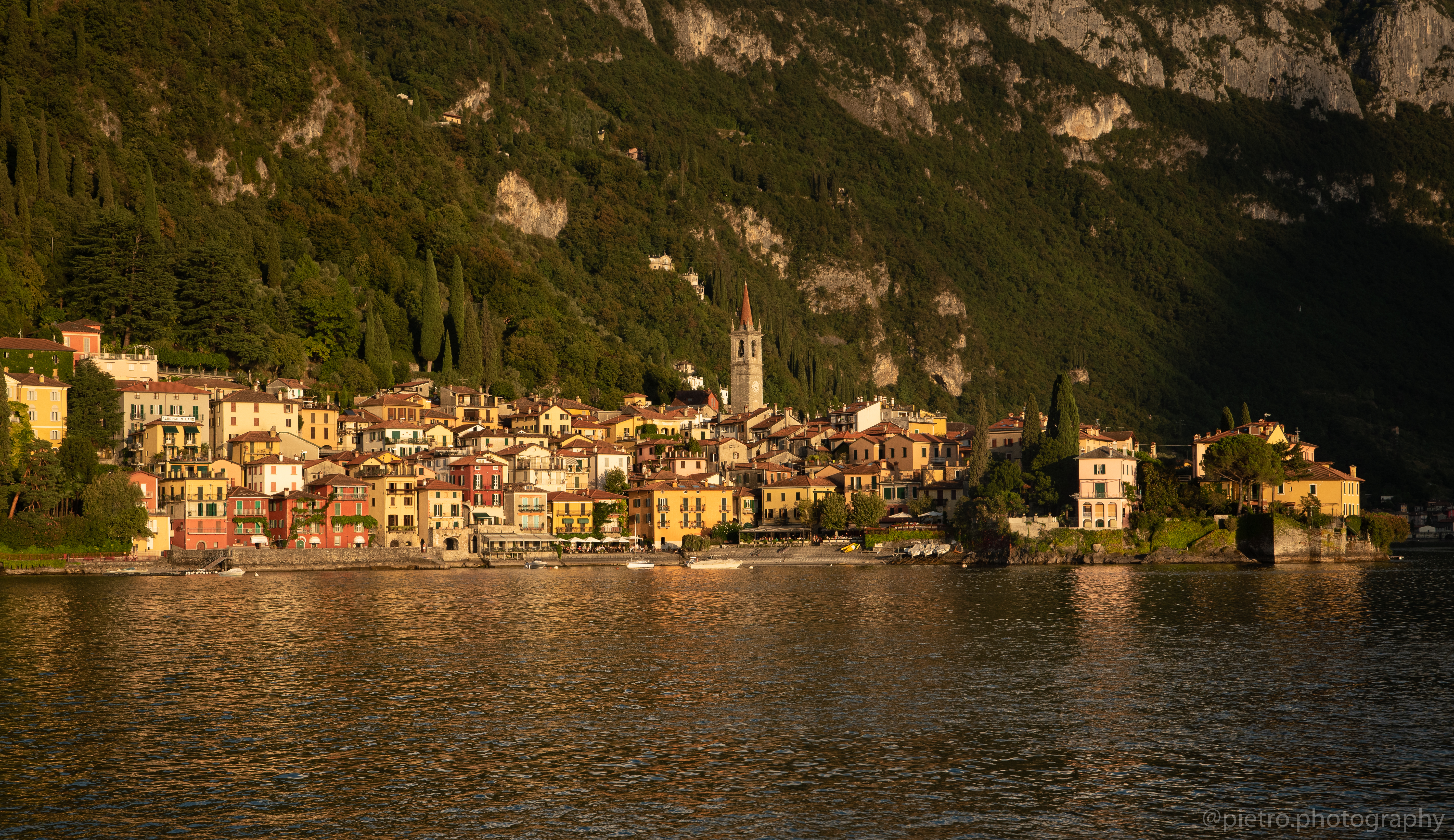
Varenna dal battello
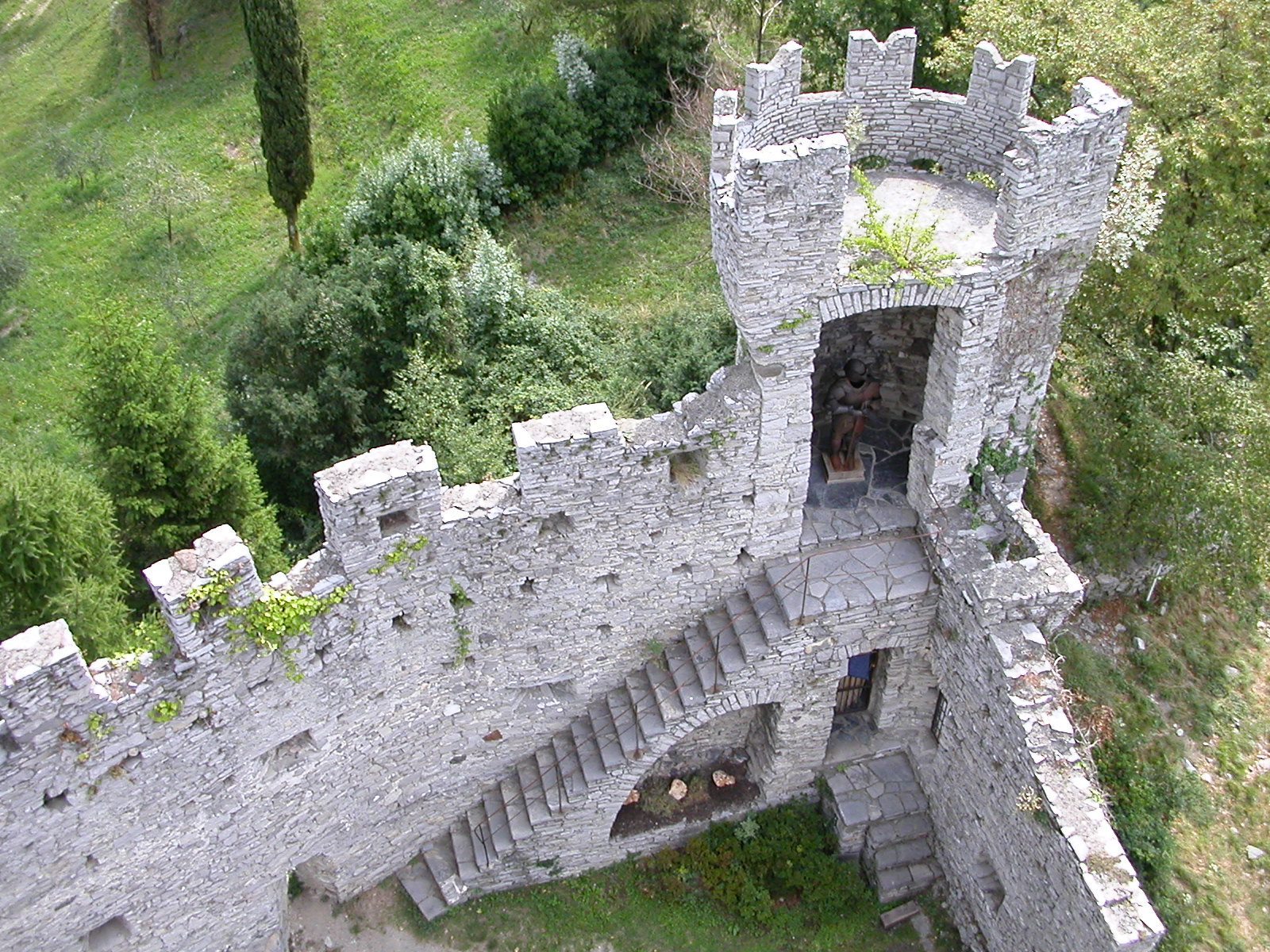
Torre del castello di Vezio
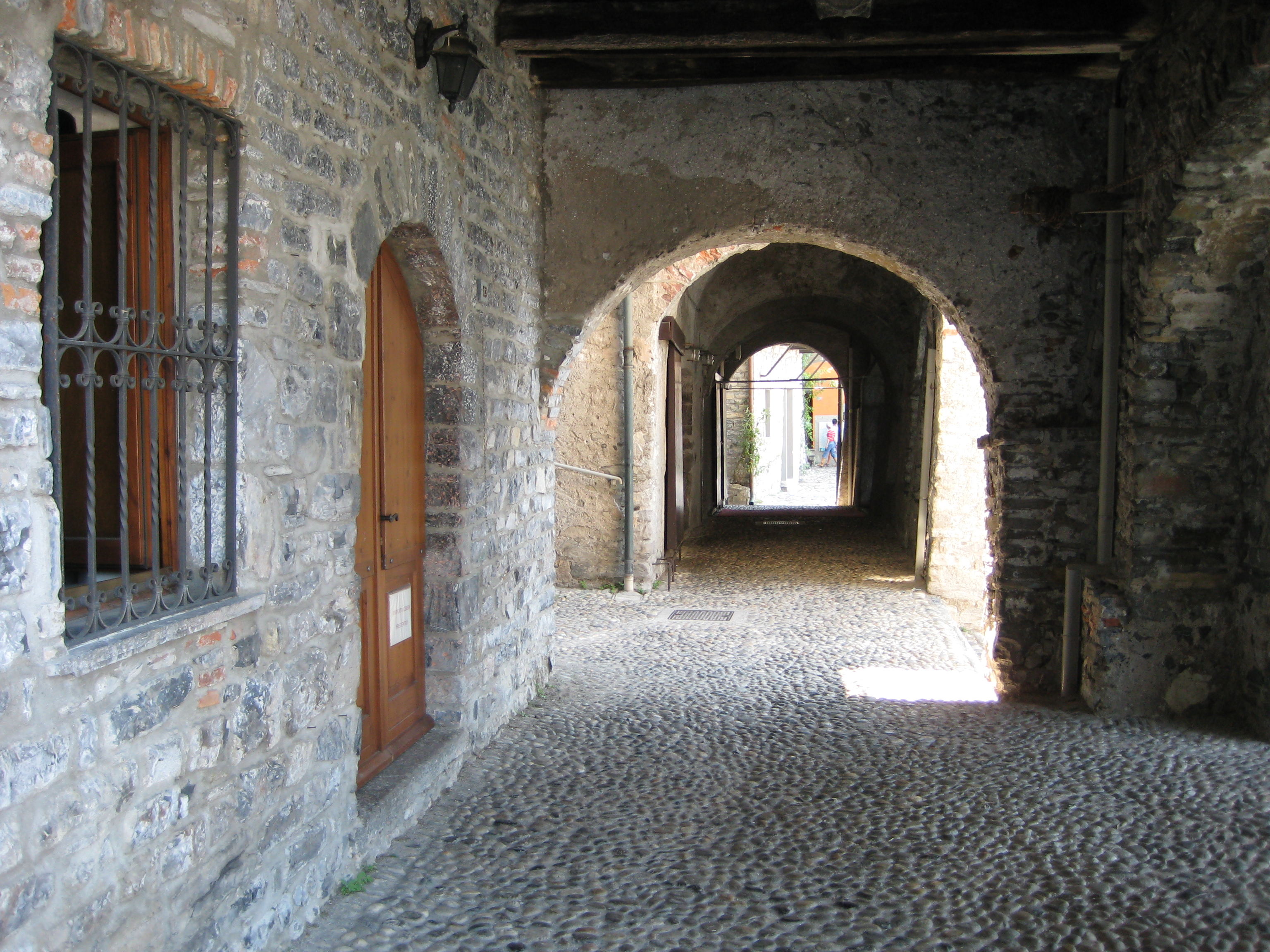
Portici sul lago
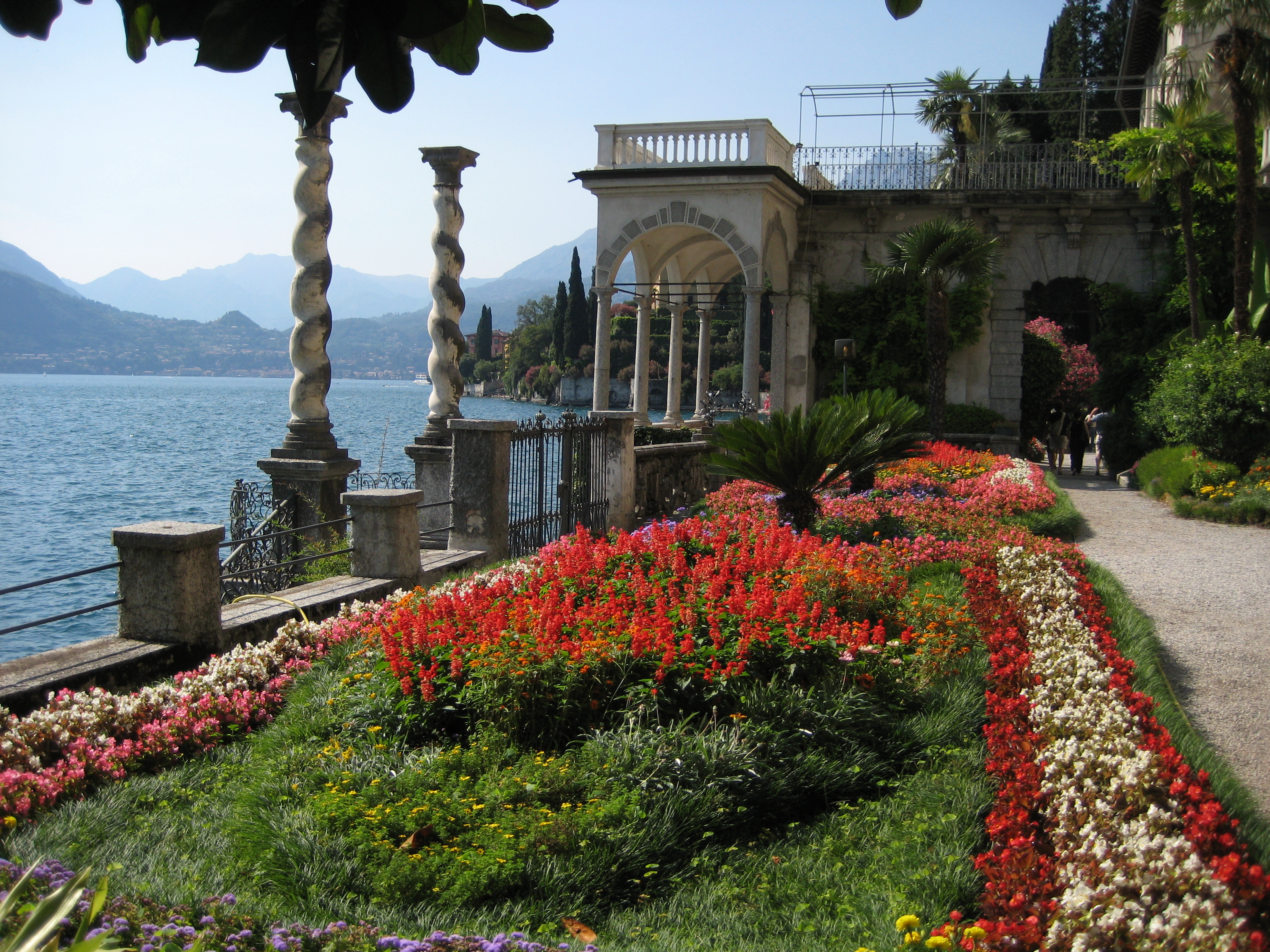
Giardino di Villa Monastero
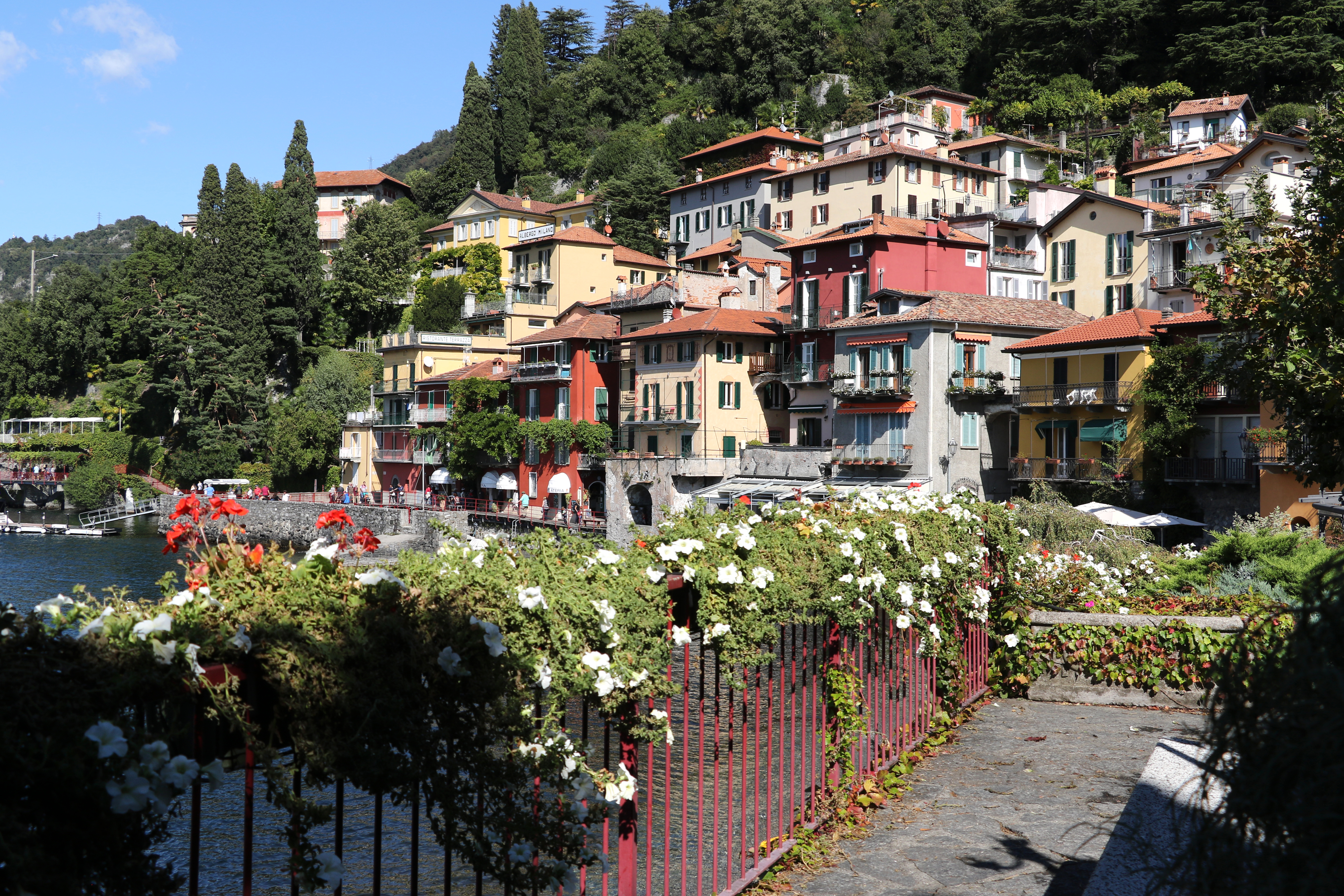
Vista
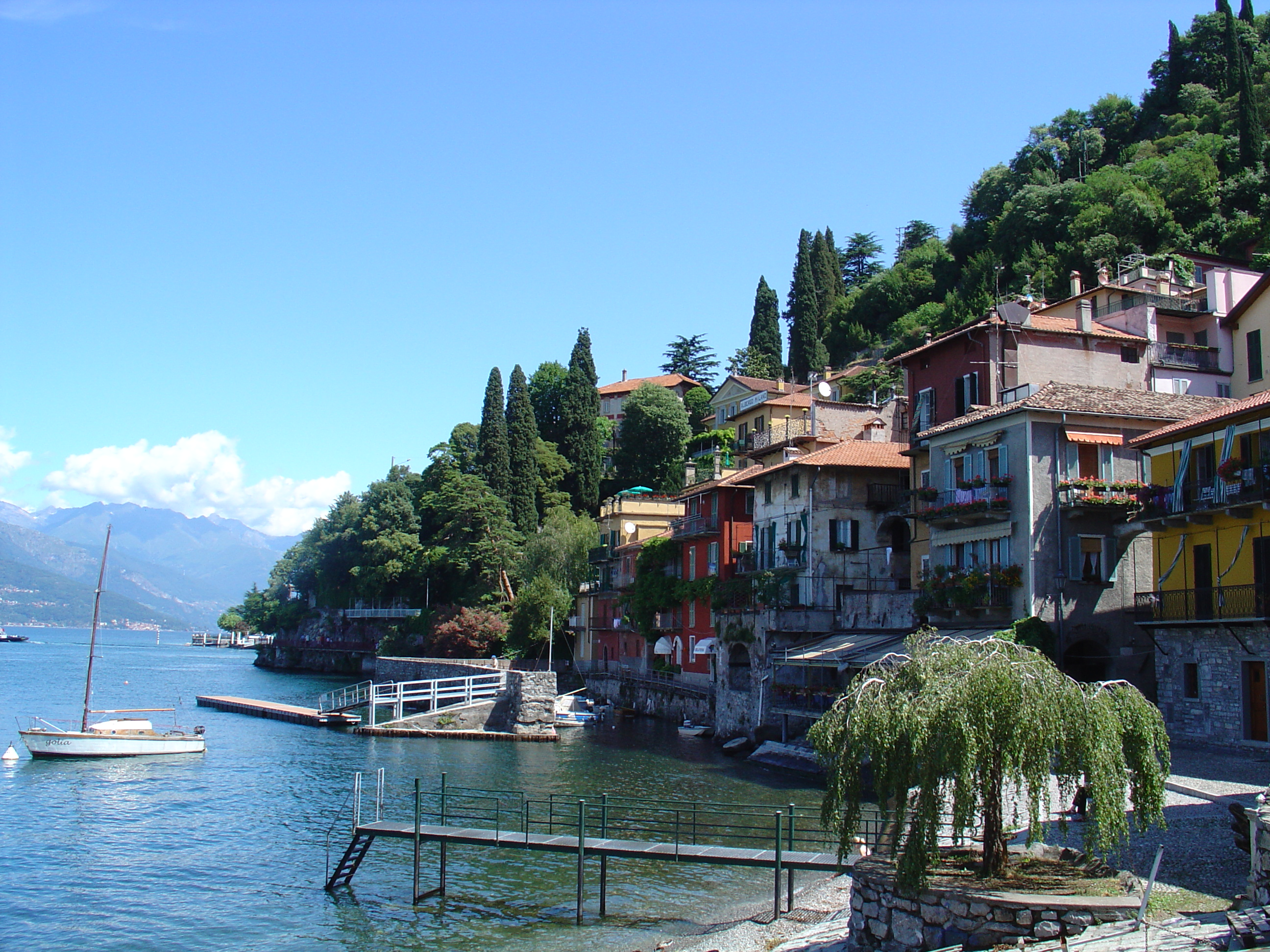
Porticciolo o riva grande
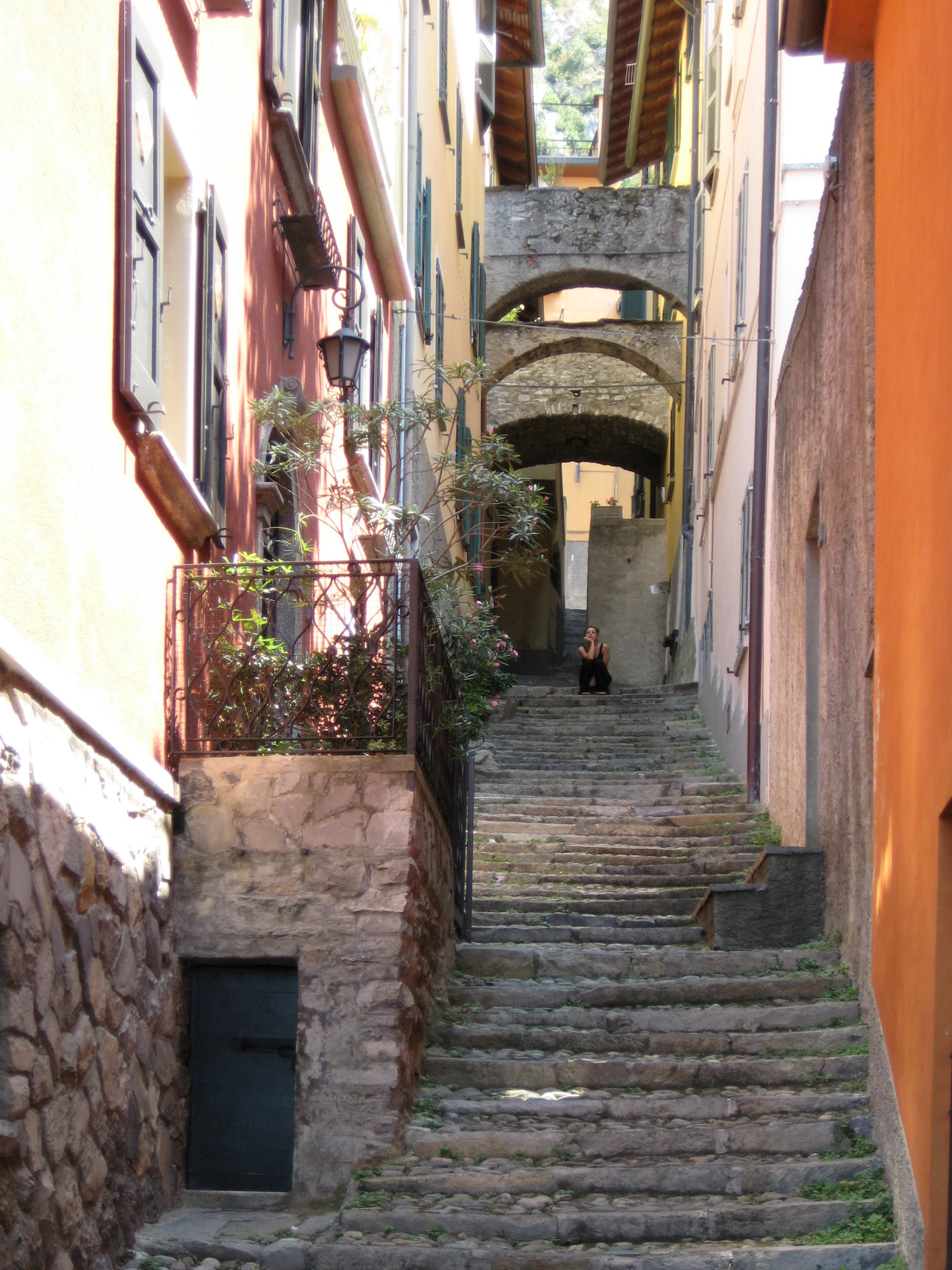
Vicolo caratteristico
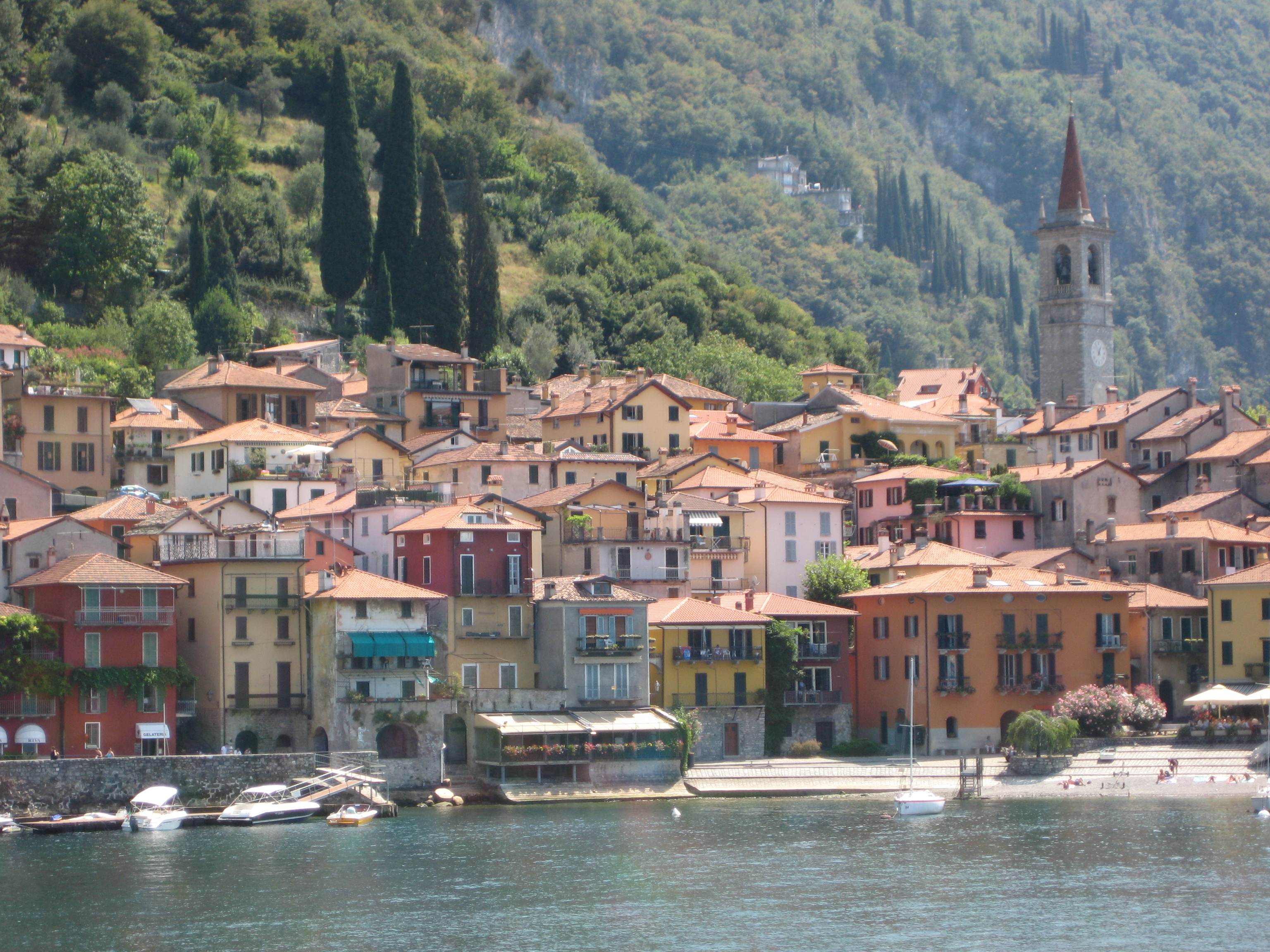
Vista dal lago
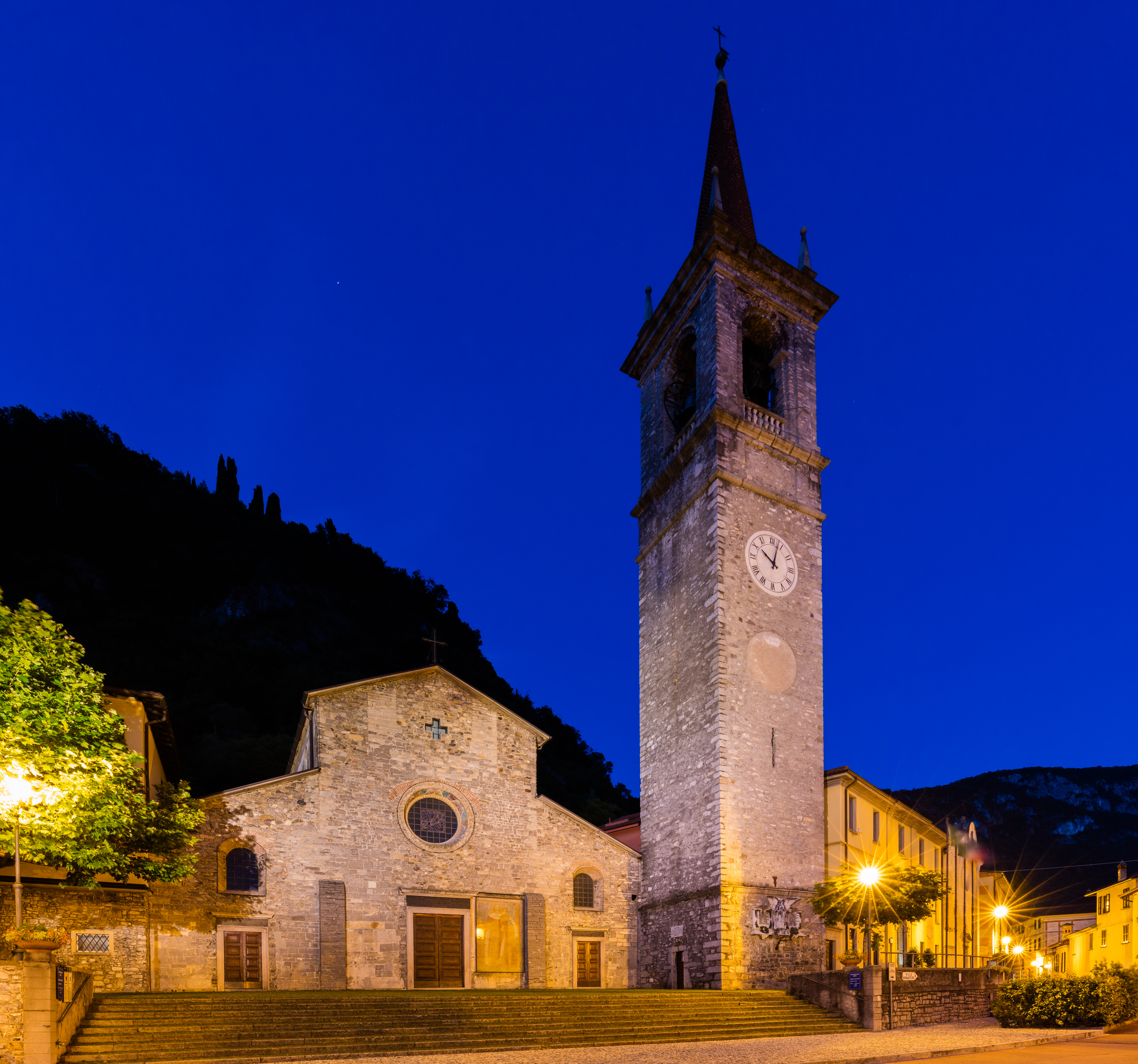
Chiesa di San Giorgio
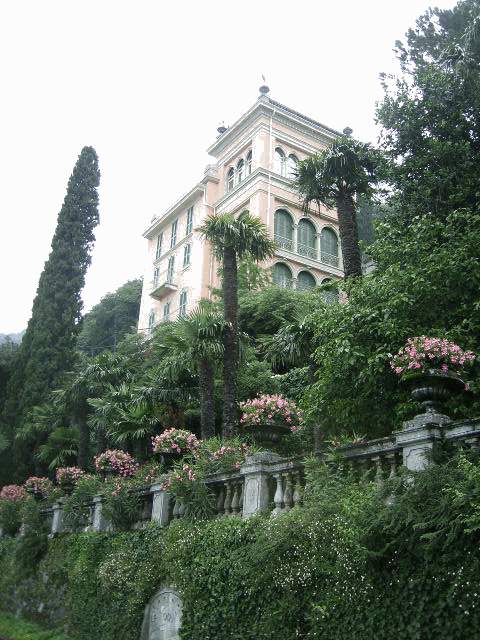
Villa vista dal lago